# Elgen kommer
Elgen kommer er en dansk dokumentarfilm fra 2006 med instruktion og manuskript af Jacob Remin.

## Handling
Shock-pop-doku om den svenske elg, der svømmede til Danmark i 1999. Om elgens liv og levned og dens indvirkning på den danske folkepsyke.